# Eftimie Murgu (Caraș-Severin)

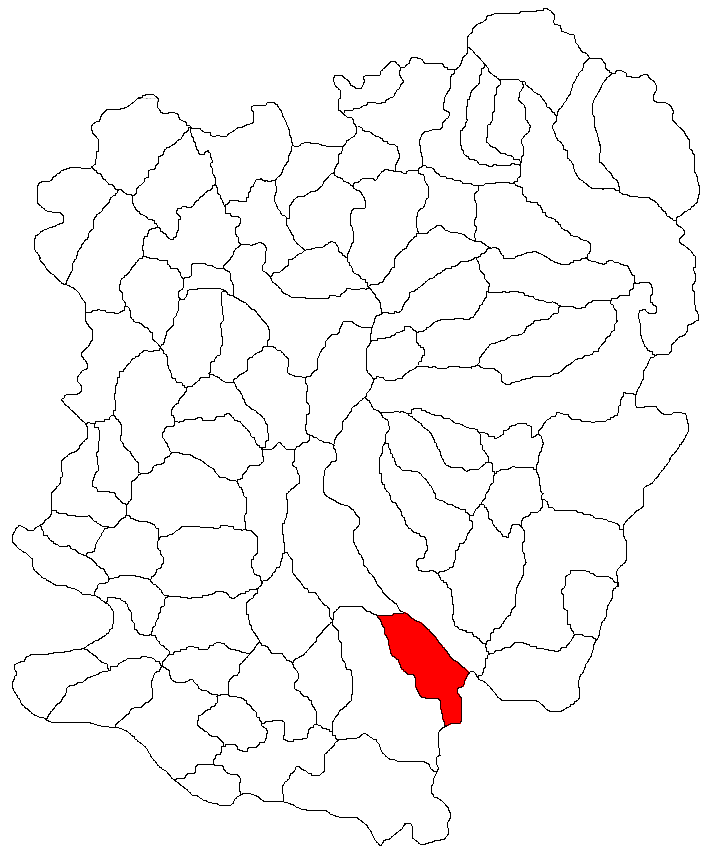
Lage von Eftimie Murgu im Kreis Caraș-Severin

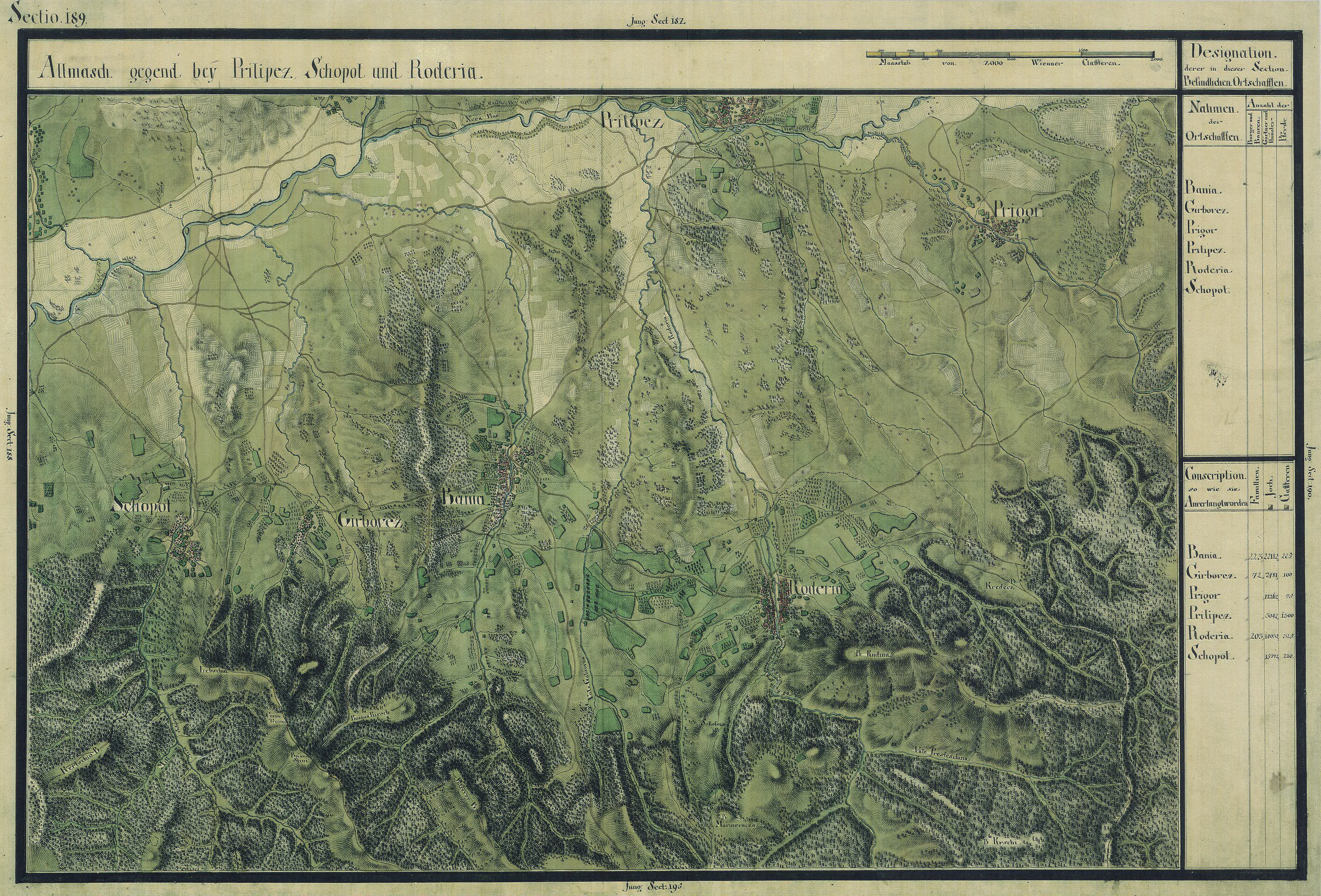
Rudăria auf der Josephinischen Landaufnahme

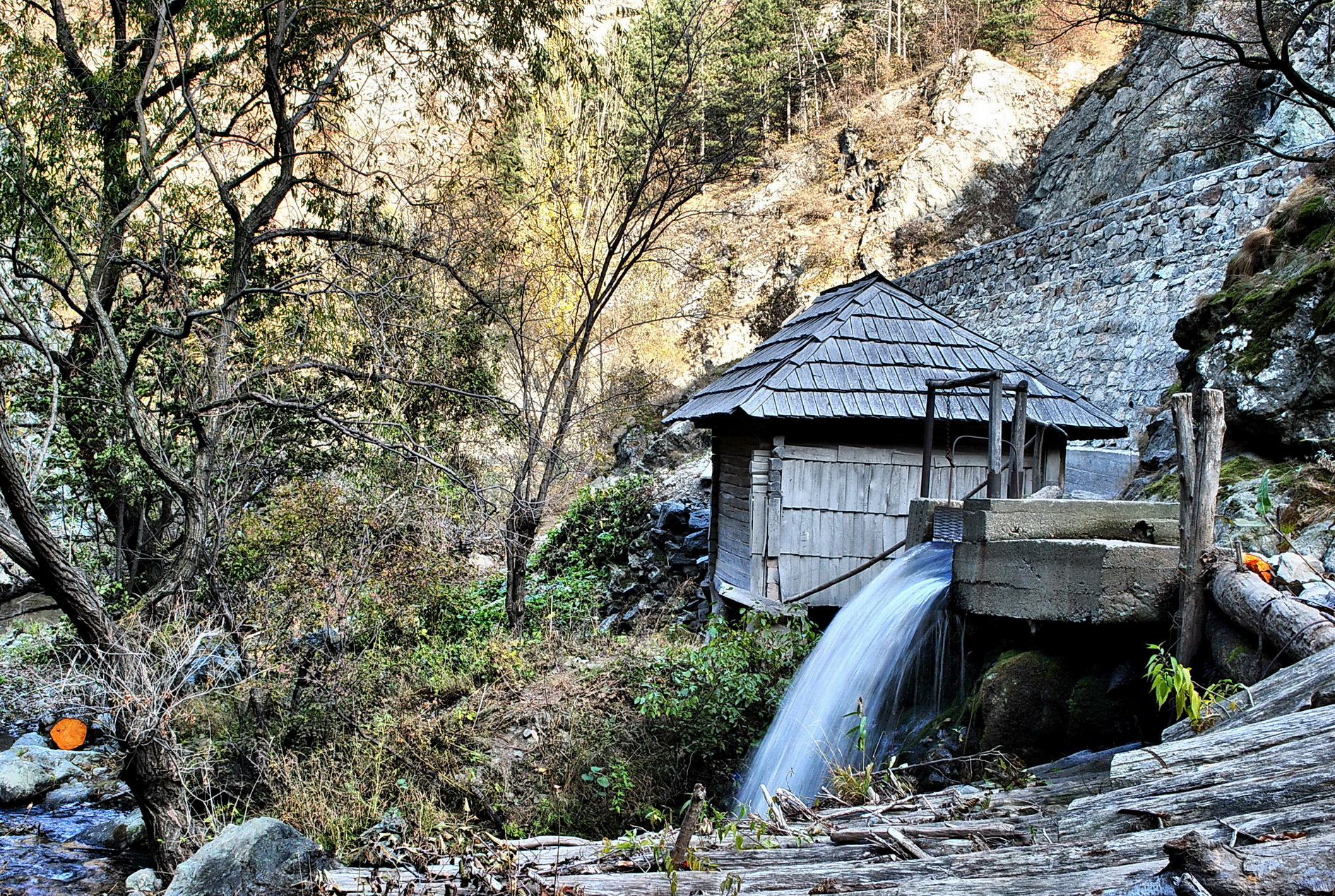
Wassermühle bei Rudăria

Eftimie Murgu (bis 1970 Rudăria; deutsch Roderia, ungarisch Ógerlistye) ist eine Gemeinde im Kreis Caraș-Severin in der Region Banat in Rumänien. 

## Geografische Lage
Eftimie Murgu liegt in der Almăj-Senke, im Südosten des Kreises Caraș-Severin.

## Nachbarorte
| Bozovici | Prilipeț                                    | Prigor        |
| Bănia    | Kompassrose, die auf Nachbargemeinden zeigt | Putna         |
| Gărbovăț | Almăj-Gebirge                               | Rudăria-Klamm |

## Geschichte
Eine erste urkundliche Erwähnung stammt aus dem Jahr 1410, als das Dorf nach der Gutsherrenfamilie Gerlista benannt wurde. 1484 erscheint Gerlistye und Rwdarya in den Zeitdokumenten. 
In den Aufzeichnungen des Gelehrten Luigi Ferdinando Marsigli von 1690–1700 gehörte Ruderia zum Distrikt Halmas. Auf der Josephinischen Landaufnahme von 1717 ist der Ort Roderia mit 82 Häuser eingetragen und gehört zum Distrikt Orschowa. Nach dem Frieden von Passarowitz (1718) war die Ortschaft Teil der Habsburger Krondomäne Temescher Banat. Während der Habsburger Siedlungspolitik wurden Makedonen angesiedelt und nach 1737 ließen sich einige Familien aus der Kleinen Walachei (Bufänen) im Ort nieder. Die Bufänen gehörten dem Walachisch-Illyrischen Grenz-Regiment Nr. 13 der Banater Militärgrenze an. 
Der Vertrag von Trianon am 4. Juni 1920 hatte die Dreiteilung des Banats zur Folge, wodurch Rudăria an das Königreich Rumänien fiel.
Am 28. Dezember 1805 wurde der Banater Freiheitskämpfer von 1848 Eftimie Murgu in Rudăria geboren. 1970 wurde das Dorf nach ihm in Eftimie Murgu umbenannt.

## Die Wassermühlen von Rudăria
1772 wurden in Rudăria acht Wassermühlen verzeichnet, 1874 gab es bereits 51. Aufgrund von großen Überschwemmungen in den Jahren 1827, 1941 und 1955 blieben lediglich 22 Mühlen erhalten, davon befinden sich 13 in der Gemeinde und neun außerhalb. Die 22 erhaltenen Mühlen erstrecken sich über drei Kilometer entlang des Flüsschens Rudărica. 
Die Mühlen wurden Anfang der 2000er Jahre aus dem europäischen Kulturfond für 19.000 Euro restauriert. Es wurden die hydraulischen Anlagen erneuert, wobei die alten, verrotteten Holzteile durch Eisenteile ersetzt wurden. Am 17. Februar 2001 wurde der Mühlenpark eröffnet.

## Bevölkerungsentwicklung
| 1880 | 2651 | 2637 | - | 8  | 6   |
| 1910 | 2570 | 2541 | 2 | 5  | 22  |
| 1930 | 2359 | 2240 | - | 13 | 106 |
| 1977 | 2124 | 2124 | - | -  | -   |
| 2002 | 1822 | 1815 | 1 | 1- | 5   |
| 2021 | 1296 | 1221 | - | -  | 5   |

## Persönlichkeiten
- Eftimie Murgu (1805–1870), Politiker, Jurist, Professor, Revolutionär von 1848[7]